# 2022: i sopravvissuti
2022: i sopravvissuti (Soylent Green) è un film di fantascienza del 1973 con la regia di Richard Fleischer. È tratto dal romanzo distopico di Harry Harrison, Largo! Largo! del 1966.
È l'ultimo film in cui recita Edward G. Robinson, che morì poco dopo la fine delle riprese.

## Trama
Anno 2022: la Terra è devastata dall'inquinamento e dalla sovrappopolazione. L'ambiente naturale non esiste quasi più e il clima è torrido. Le stagioni si sono ridotte a una perenne estate con oltre 30 °C di temperatura. New York è un formicaio di 40 milioni di abitanti pressati in fatiscenti condomini, il dominio tecnologico e il consumismo sono tramontati perché gli oggetti che hanno prodotto stanno cadendo a pezzi, per mancanza di ricambi; manca spesso la corrente elettrica; cibo e acqua sono razionati.
I poveri vivono dentro automobili e dormono sulle scale dei palazzi. Un prete fa beneficenza alla povera gente mettendo loro a disposizione uno spazio dove dormire per terra in chiesa. Nei quartieri ricchi la situazione è migliore, c'è l'aria condizionata, l'acqua corrente, la televisione a circuito chiuso, un maggiordomo di palazzo. Le donne più giovani e belle fanno parte della "dotazione" dell'appartamento. Solo i benestanti possono permettersi una spesa di cibo normale come un gambo di sedano, qualche mela, un pomodoro, mentre la carne, molto rara, è venduta a prezzi proibitivi.
Proprio il cibo è il problema maggiore dell'umanità. L'unica risorsa diffusa rimasta è il Soylent, gallette nutritive di vari colori. La pubblicità afferma che il plancton è la materia prima del Soylent Green, l'ultimo prodotto della ditta Soylent, destinato a diventare il principale alimento della popolazione con l'inaridirsi della terra. Allo scopo di alleviare il problema della sovrappopolazione il governo ha da tempo legalizzato il suicidio assistito: a questo scopo sono stati creati i Templi, luoghi dove la gente può recarsi a morire in un ambiente confortevole.
Thorn è un poliziotto non integerrimo ma dedito al suo lavoro. Vive con l'anziano Solomon Roth (Sol), uno specialista nelle ricerche in biblioteche e archivi. Sol vive nel quartiere povero ed è abbastanza vecchio da ricordare com'era il mondo prima che l'inquinamento lo devastasse.
Un giorno a Thorn viene assegnato il caso dell'omicidio di William R. Simonson, un facoltoso membro del consiglio di amministrazione della Soylent. Durante l'ispezione della scena dell'assassinio, Thorn si preoccupa soprattutto di saccheggiare la casa della vittima, ma sospetta subito che non si tratti di una rapina. Interroga la guardia del corpo di Simonson, Tab Fielding, e la sua "dotazione", la bella Shirl. Seguendo i due come pista, Thorn si rende conto che Fielding vive in condizioni che sembrano troppo agiate per una semplice guardia del corpo, e Shirl - di cui egli approfitta fisicamente - gli confessa che Simonson era gravemente depresso e si era andato a confessare in chiesa più volte.
Ben presto si accorge che qualcuno dell'ufficio del governatore sta facendo pressioni sul suo caposezione per insabbiare il caso e, quando Thorn si rifiuta di chiudere le indagini, un sicario, durante un tumulto, tenta di ucciderlo, ma senza successo, poiché il killer viene schiacciato da una ruspa impiegata per reprimere la rivolta. Thorn si fa allora curare da Shirl, con la quale sta nascendo un sentimento che entrambi sanno essere impossibile, e poi decide di andare da Padre Paul, il parroco cattolico a cui Simonson aveva confessato un oscuro segreto, e tenta di interrogarlo, ma inutilmente. La mattina dopo il prete viene assassinato da Tab Fielding.
Intanto Sol consulta l'Ente Supremo - ciò che resta del sistema giudiziario statunitense - per interpretare due libri trovati da Thorn a casa della vittima: si tratta di un rapporto riservato della Soylent, che parla dell'esaurimento delle riserve mondiali di plancton e pone in dubbio la composizione del Soylent verde. Sconvolto dalla rivelazione, Sol decide di recarsi al Tempio. Thorn lo raggiunge, ma è troppo tardi per opporsi al suicidio del suo amico, che ha bevuto una sostanza che provoca la morte nel giro di 15 minuti. Solomon fa in tempo a informarlo della sua scoperta e gli chiede di trovare le prove dell'inganno della Soylent. Il corpo di Sol viene caricato insieme a tutti gli altri in camion che li trasportano in impianti di smaltimento fuori città.
Thorn si nasconde su un camion che entra in un impianto di smaltimento e, durante l'ispezione, scopre che i cadaveri umani sono la materia di cui è costituito il Soylent verde. Poco dopo Thorn viene scoperto da due uomini e fugge fino all'Ente Supremo, che è però piantonato da alcuni sicari della Soylent capitanati da Tab Fielding. Il poliziotto riesce a raggiungere la chiesa, uccide i sicari, compreso Fielding ma, ferito e agonizzante, non fa altro che rivelare al suo superiore accorso appena in tempo la verità: l'ultima risorsa umana, il Soylent, è fatta con i cadaveri. Thorn viene quindi trasportato fuori dalla chiesa urlando dalla barella alla folla che lo circonda, senza che questi diano l'impressione di capire.

## Produzione
La sceneggiatura venne scritta in base al romanzo Largo! Largo! di Harry Harrison (1966), ambientato nell'anno 1999 con le tematiche della sovrappopolazione mondiale e dell'esaurimento delle scorte alimentari in primo piano. Ad Harrison venne proibita per contratto ogni intrusione di carattere creativo nella stesura del copione, avendo la MGM acquistato da lui i diritti. Egli discusse dell'adattamento del suo romanzo nel libro Omni's Screen Flights/Screen Fantasies (1984), dichiarandosi soddisfatto a metà del lavoro svolto dagli sceneggiatori di Hollywood.
Nel romanzo si fa riferimento alle "bistecche soylent", ma non viene mai nominato il "Soylent verde", le gallette alimentari che si vedono nel film.
Questo fu il 101º e ultimo film di Edward G. Robinson; l'attore morì di cancro dodici giorni dopo la fine delle riprese, il 26 gennaio 1973. Heston affermò che nessuno era a conoscenza della malattia di Robinson durante la lavorazione della pellicola, ma che egli venne a sapere che l'anziano attore fu portato via a braccia dopo aver girato la scena della morte del personaggio di Sol Roth, in quanto troppo debole per alzarsi da solo. Robinson aveva già lavorato in precedenza con Heston nel kolossal I dieci comandamenti (1956) e durante le prove per il trucco del film Il pianeta delle scimmie (1968).
La scena della morte di Sol Roth contiene musica sinfonica diretta da Gerald Fried e consiste di brani tratti dalla Sinfonia n. 6 (Patetica) di Čajkovskij, dalla Sinfonia n. 6 (Pastorale) di Beethoven, e dal Peer Gynt (Il mattino e La morte di Åse) di Grieg.

## Riconoscimenti
- 1975 – Saturn Award
  - Miglior film di fantascienza
- 1974 – Premio Hugo
  - Candidatura alla miglior rappresentazione drammatica
- 1974 – Science Fiction and Fantasy Writers of America
  - Miglior film
- 1974 – Avoriaz Fantastic Film Festival
  - Miglior film
- Saturn Award per il miglior film di fantascienza 1973
- Grand Prix del Festival internazionale del film fantastico di Avoriaz 1974
- La battuta chiave del film («Il Soylent è fatto con i morti!», «Soylent Green is People!» in lingua originale) è stata inserita nel 2005 nella lista delle cento migliori citazioni cinematografiche di tutti i tempi stilata dall'American Film Institute, nella quale figura al 77º posto[7].

## Influenza culturale
- Il brano Soylent Green dell'album Music for a Slaughtering Tribe di Wumpscut fa riferimento al film.
- Il brano Soylent Green dell'album Dystopia degli Iced Earth fa riferimento al film.
- L'ingegnere elettronico statunitense Rob Rhinehart ha creato una bibita che - secondo la pubblicità - contiene tutti i principi nutritivi necessari al corpo umano chiamandola Soylent.[8]
- Nel videogioco Xenogears, il Soylent System è un impianto dedito agli esperimenti sui corpi degli esseri umani, i quali possono essere anche trasformati in cibo per nutrire la popolazione.